# Operatie '55 La Haye

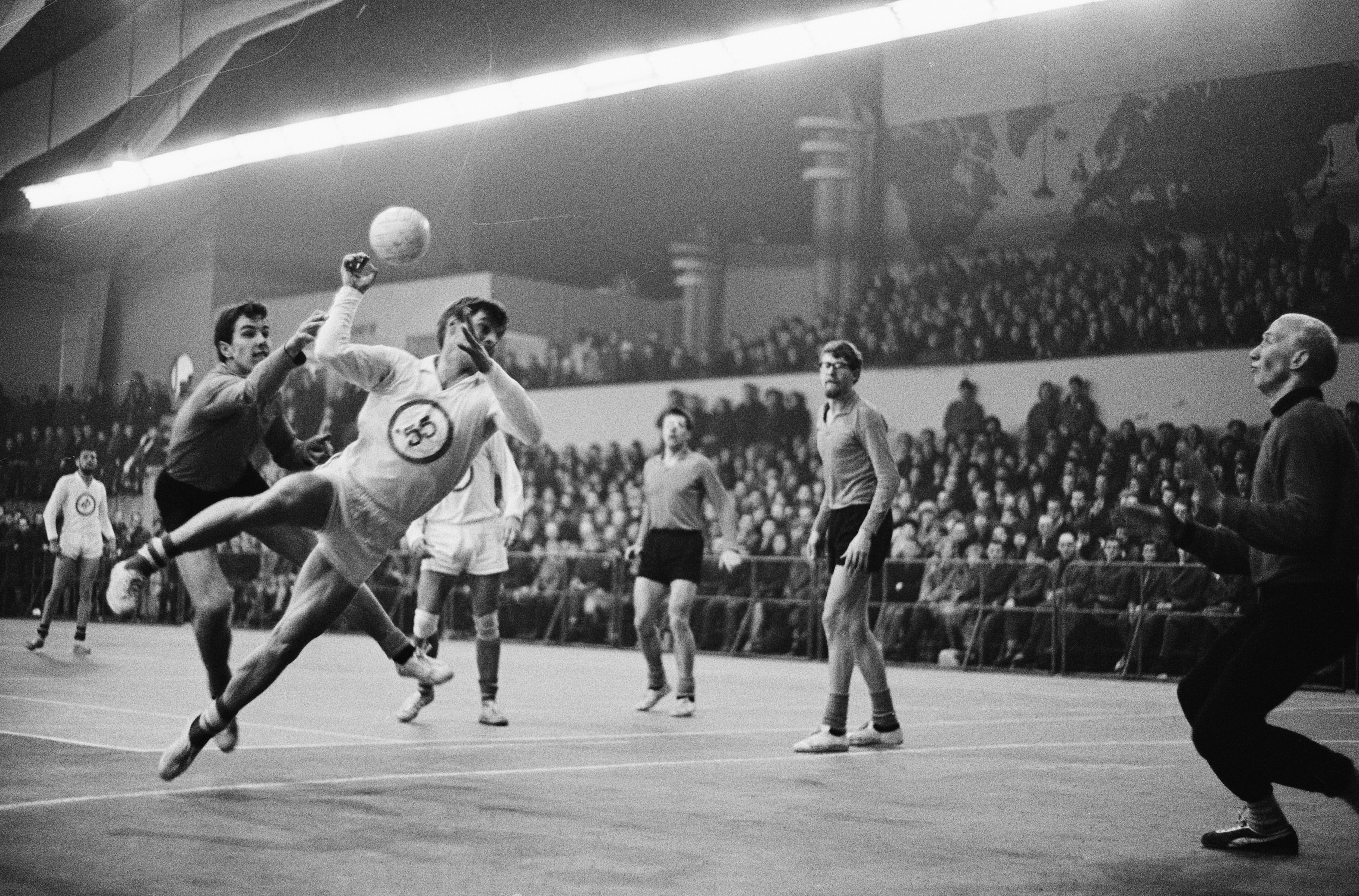
Match entre l'Operatie '55 La Haye et le Niloc Amsterdam en 1965.

Le Operatie '55 Den Haag est un ancien club hollandais de handball qui était situé à La Haye et fondé en 1955. Très populaire dans le début des années 1960, le club remporte quatre titres de champion des Pays-Bas consécutifs entre 1962 et 1965.

## Palmarès
- championnat des Pays-Bas (4) : 1962, 1963, 1964, 1965

## Parcours en compétitions européennes
Grâce à sa victoire en AFAB Eredivisie en 1962, le Operatie '55 Den Haag put se qualifier en Coupe des clubs champions où il s'inclina face aux Suisses du Grasshopper Club Zurich. Champion les trois saisons suivantes, le club doit attendre deux ans pour retrouve la coupe d'Europe car celle-ci n'est pas disputée lors de la saison 1963-1964 à cause du Championnat du monde 1964. En 1964-1965, il rencontra le club luxembourgeois du HB Dudelange, mais s'inclina sur pénalty. Enfin, pour sa troisième participation en 1965-1966, le club parvint à passer le premier tour face au club portugais du FC Porto, mais fut ensuite éliminé par le club suédois de Redbergslids Göteborg.

## Clubs rencontrés en compétitions européennes

### Coupe des clubs champions
- Grasshopper Club Zurich (1962-63)
- HB Dudelange (1964-1965)
- FC Porto (1965-1966)
- Redbergslids Göteborg (1965-1966)